# Catostomus discobolus
Catostomus discobolus är en fiskart som beskrevs av Cope 1871. Catostomus discobolus ingår i släktet Catostomus och familjen Catostomidae.
Arten blir vanligen 300 till 450 mm lång och den maximala längden är 550 mm. De flesta exemplar har ett blått huvud med köttiga läppar. Under parningstiden blir hannarnas nedre fenor gulaktiga till orange och sidolinjen får en rödaktig färg.
Arten förekommer i bergstrakter i västra USA från Idaho och Wyoming in norr till Arizona och New Mexico i syd. Den lever i Coloradofloden och flera bifloder. Vattendragen kan vara kalla och varma. Äggen läggs i små vattendrag med grus som grund.
Beståndet hotas av nya vattenbyggnader och av konkurrensen med introducerade fiskar. Ibland uppstår hybrider med andra arter av släktet Catostomus. Hela populationen är fortfarande stabil. IUCN listar arten som livskraftig (LC).

## Underarter
Arten delas in i följande underarter:
- C. d. discobolus
- C. d. jarrovii